# Mantorp Park
O Mantorp Park é um autódromo localizado em Mantorp, na Suécia, o circuito foi inaugurado em 1969 e possui um traçado de 3.106km.